# Dale Schacker
Dale Samuel Schacker (* 7. Juni 1952) ist ein US-amerikanischer Komponist, der vor allem durch seine Kompositionen in der Zeichentrickserie Saber Rider und die Starsheriffs bekannt ist.

## Leben
Im Alter von neun Jahren stand Dale Schacker vor der Wahl ein Musikinstrument zu erlernen. Er selbst wollte Schlagzeug spielen, aber sein Vater stellte ihn vor die Wahl, entweder Trompete oder Klarinette, sodass sich Schacker für ersteres entschied. Musik wurde für ihn eine Leidenschaft, sodass er nicht nur mit 14 Jahren anfing, von selbst Klavier zu erlernen, als sich seine Familie eins kaufte, sondern auch in unterschiedlichen Schüler- und Rockbands mitspielte und sang. Allerdings glaubte er nicht, dass er jemals mit Musik seinen Lebensunterhalt verdienen könnte, weswegen er sich entschied, nach seinem Highschool-Abschluss Architektur zu studieren.
Aber er lernte in Florida den Dokumentarfilmer Michael Harris kennen, der ihn für seine neue Dokumentation Search for the Titanic als Komponisten engagierte und ihn anschließend nach Kalifornien einlud, wo er den Filmeditor Franklin Cofod kennenlernte, der ihm den Zugang zum Zeichentrickfilm erleichterte und ihn als Komponisten für The Adventures of the Little Prince engagierte. Seine Arbeit führte dazu, dass er anschließend nach Kalifornien zog, um sich als Filmkomponist selbständig zu machen. Nach ersten Startschwierigkeiten wurde er als Komponist angestellt, nachdem er eine Demoaufnahme an Boyd Curton von Hanna-Barbara verschickt hatte und durfte für mehrere Zeichentrickserien wie Pac-Man und Scooby-Doo komponieren. Nachdem er für Zeichentrickserien wie Voltron – Verteidiger des Universums, Saber Rider und die Starsheriffs, Widget – Der kleine Wächter und zuletzt 1998 Voltron: The Third Dimension komponierte, schreibt Schacker heute in Country-Musik.
Dale Schacker ist mit der Grundschullehrerin Alicia Schacker verheiratet und lebt heute in Glendale, Kalifornien.

## Filmografie (Auswahl)
- 1981: Search for the Titanic
- 1982: The Adventures of the Little Prince
- 1983–1984: Pac-Man[2]
- 1984: Voltron – Verteidiger des Universums (Voltron – Defender of the Universe)
- 1987–1989: Saber Rider und die Starsheriffs (星銃士ビスマルク; Sei Jūshi Bismarck)
- 1988–1989: Denver, the Last Dinosaur
- 1990–1991: Widget – Der kleine Wächter (Widget, the World Watcher)
- 1991–1993: Mr. Bogus
- 1993: Twinkle, the Dream Being
- 1996: Captain Simian & The Space Monkeys
- 1998: Voltron: The Third Dimension